# Theodore Boone: El secuestro
Theodore Boone: El secuestro (en inglés - Theodore Boone: The Abduction) es una novela juvenil del escritor estadounidense John Grisham. Es el segundo libro de la serie Theodore Boone, con la que Grisham quiso acercar su estilo de novela a un público más joven.

## Sinopsis
April, amiga de Theodore Boone, es secuestrada en extrañas condiciones y quedará en manos de Theo rescatarla sana y salva.

## Personajes
- Theodore 'Theo' Boone - Personaje principal
- April Finnemore - Amiga de Theo
- Marcella Boone - Madre de Theo
- Woods Boone - Padre de Theo
- Jack Leeper - Prisionero
- May Finnemore - Madre de April
- Tom Finnemore - Padre de April
- Ike - Tío de Theo
- Chase Whipple - Amigo de Theo